# Nel Mar dei Sargassi
Nel Mar dei Sargassi (The Isle of Lost Ships) è un film del 1929 diretto da Irvin Willat.
È il remake di The Isle of Lost Ships, un film muto del 1923 diretto da Maurice Tourneur e, attualmente, considerato perduto.

## Trama
Su una nave a vela che naviga da Portorico a New York, è imbarcato Frank Howard, prigioniero di Jackson, un detective. Una passeggera, Dorothy Whitlock, è attratta da Howard che ricambia il suo sentimento. L'imbarcazione viene trascinata nel Mar dei Sargassi dove va a incagliarsi in mezzo ad altre navi che formano una sorta di isola in mezzo all'Atlantico, un luogo dominato dal capitano Forbes e dalla sua banda. Per evitare problemi, qualsiasi donna arrivi lì deve immediatamente sposarsi. Forbes, il capitano, chiede per sé Dorothy ma lei gli preferisce Howard. I due uomini si battono per lei e, alla fine, il vincitore risulta essere proprio Howard. Aiutati da Burke, un meccanico irlandese che è riuscito ad aggiustare un sottomarino, Howard, Dorothy e Jackson tentano la fuga per sottrarsi alla banda di Forbes. Il detective, a questo punto, mentre stanno finalmente navigando verso casa, promette di impegnarsi per chiarire la posizione di Howard, così da non compromettere la felicità della coppia innamorata.

## Produzione
Il film fu prodotto dalla First National Pictures. Venne girato muto e, in seguito, sincronizzato con il sistema Western Electric Vitaphone.

## Distribuzione
Distribuito dalla First National Pictures, il film - presentato da Richard A. Rowland - uscì nelle sale cinematografiche statunitensi il 16 ottobre 1929. Copia della pellicola (la versione muta) viene conservata negli archivi della Library of Congress.